# Барагаш
Барагаш (алт. Барагаш) — село в Шебалинском муниципальном районе Республики Алтай России, административный центр и единственный населённый пункт Барагашского сельского поселения.

## География
Расположен в горно-степной зоне северо-западной части Республики Алтай и находится по берегам р. Песчаная (алт. Беш) и р. Барагаш и Барагашонок.
Уличная сеть
состоит из 11 географических объектов: ул. Заречная, ул. Калинина, ул. Луговая, ул. Молодёжная, ул. Новая, ул. Партизанская, ул. Песчаная, ул. Совхозная, ул. Центральная, ул. Школьная, ул. Энергетиков
Абсолютная высота 928 метров выше уровня моря
.

## Население
| 2010 | 2011 | 2012 | 2013 | 2014 | 2015 |
| ---- | ---- | ---- | ---- | ---- | ---- |
| 761  | →761 | ↘742 | ↗750 | ↗758 | ↘750 |
| 2016 | 2017 | 2018 | 2019 | 2020 | 2021 |
| ↗760 | ↘758 | ↘756 | ↗764 | ↘749 | ↘691 |

## Транспорт
Проходит автодорога регионального значения «Ябоган — Барагаш — Арбайта»